# Creuer Trento
El Trento va ser el primer dels dos creuers de la classe Trento; van ser els primers creuers pesats construïts per a la Regia Marina italiana. Se li va posar la quilla al febrer de 1925, botat a l'octubre de 1927 i va ser posat en funcionament l'abril de 1929. El Trento estava molt lleugerament blindat, amb només un cinturó blindat de 70 mm (2,8 polzades) de gruix, tot i que posseïa una bateria principal d'alta velocitat i pesada.de vuit canons de 203 mm (8 polzades). Encara que nominalment construïts sota les restriccions del Tractat Naval de Washington, els dos creuers van superar significativament els límits de desplaçament imposats pel tractat.
El Trento va servir sovint com a vaixell insígnia de la divisió de creuers durant la dècada de 1930. Durant el període d'abans de la guerra, també va fer llargs viatges a l'estranger, incloent una gira per Amèrica del Sud de maig a octubre de 1929 i un desplegament a la Xina de gener a juny de 1932 per protegir els nacionals italians durant la guerra civil xinesa. També va participar en nombroses revistes navals celebrades per a líders estrangers visitants.
Després que Itàlia entrés a la Segona Guerra Mundial el juny de 1940, Trento va veure una àmplia acció al mar Mediterrani, incloses les batalles de Calàbria, del cap Spartivento i del cap Matapan al juliol i novembre de 1940 i març de 1941, respectivament. També va estar present durant la Primera i Segona Batalla de Sirte, i en aquesta última va danyar greument un destructor britànic. El Trento també es va encarregar sovint d'escortar combois per subministrar a les forces italianes al nord d'Àfrica, així com d'interceptar combois britànics a Malta.. Durant una d'aquestes últimes missions per atacar el comboi de l'operació britànica Harpoon el juny de 1942, el Trento va ser torpedinat dues vegades, primer per un torpediner Bristol Beaufort i després enfonsat pel submarí HMS Umbra amb moltíssimes pèrdues de vides.

## Disseny

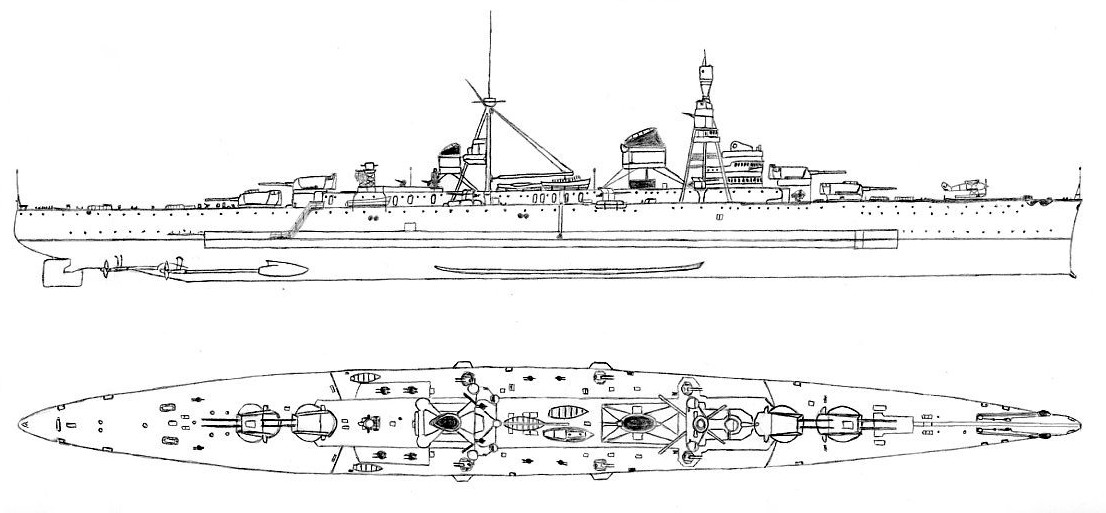
Dibuix de plànol i perfil de Trento

El Trento tenia una eslora total de 196,96 metres (646 peus 2 polzades), amb una mànega de 20,6 m (67 peus 7 polzades) i un calat de 6,8 m (22 peus 4 polzades). Desplaçava 13.334 tones llargues (13.548 t) a plena càrrega, tot i que el seu desplaçament estava nominalment dins de la restricció de 10.000 tones llargues (10.160 t) establerta pel Tractat Naval de Washington. La superestructura del vaixell incloïa un gran castell de comandament cap endavant i una posició secundària més petita a popa. Estava equipada amb un parell de pals de trípode, un just a darrere de la torre de comandament i el segon més a popa. Tenia una tripulació de 723 oficials i soldats, encara que durant la guerra va augmentar fins a 781.
La seva central elèctrica consistia en quatre turbines de vapor Parsons alimentades per dotze calderes Yarrow alimentades amb petroli, que estaven encaixades en dos embuts al mig del vaixell. Els seus motors tenien una potència de 150.000 cavalls (110.000 kW) per a una velocitat màxima de 36 nusos (67 km/h; 41 mph). A les proves, va assolir només 35,6 nusos (65,9 km/h; 41,0 mph), i en servei, la seva velocitat màxima pràctica era de només 31 nusos (57 km/h; 36 mph). El vaixell tenia un rang de creuer de 4.160 milles nàutiques (7.700 km; 4.790 milles) a una velocitat de 16 nusos (30 km/h; 18 mph).
El Trento estava armat amb una bateria principal de vuit canons Model 24 de calibre 50 de 203 mm (8 polzades) en quatre torretes de canons. Les torretes estaven disposades en parelles superfire a proa i popa. La defensa antiaèria va ser proporcionada per una bateria de setze canons amb muntura doble 100 mm (4 polzades) 47-cal., quatre canons Vickers-Terni de 40 mm/39 en muntatge individual i quatre metralladores de 12,7 mm (0,50 polzades). A més de l'armament del canó, portava vuit tubs de torpedes de 533 mm (21 polzades) en quatre llançadors bessons muntats en coberta. Portava un parell d'hidroavions IMAM Ro.43 per al reconeixement aeri; l'hangar estava situat sota el castell de proa i es va muntar una catapulta fixa a la línia central a la proa.
La bateria secundària del Trento va ser revisada diverses vegades durant la seva carrera. Els canons de 100 mm es van substituir per versions Mod 31 més noves del mateix calibre. El 1937–1938, es van retirar els dos canons de 100 mm més a popa, juntament amb les quatre metralladores de 12,7 mm; vuit de 37 mm (1,5 polzades) 54 cal. Al seu lloc es van instal·lar canons Breda M1932 i vuit metralladores Breda M1931 de 13,2 mm (0,52 polzades), tots amb muntura doble. El 1942, el vaixell va rebre quatre 20 mm (0,79 polzades) 65 cal. Canons Breda M1940 en muntures individuals.
Estava protegida amb un cinturó blindat de 70 mm (2,8 polzades) de gruix al mig del vaixell amb mampares blindades de 40 a 60 mm (1,6 a 2,4 polzades) de gruix a cada extrem. La seva coberta blindada tenia un gruix de 50 mm (2 polzades) a la part central del vaixell i es reduïa a 20 mm (0,79 polzades) a cada extrem. Les torretes de canó tenien un revestiment de 100 mm (3,9 polzades) de gruix a les cares i les barbetes de suport on s'asseien eren de 60 a 70 mm (2,4 a 2,8 polzades) de gruix. El castell control principal tenia costats de 100 mm de gruix.

## Historial de servei
La quilla del Trento es va posar al Cantiere navale fratelli Orlando el 8 de febrer de 1925. El casc acabat estava previst que fos avarat el 4 de setembre de 1927, però ho impedí el sabotatge dels treballadors antifeixistes de la drassana, que havien barrejat sorra amb el greix el la rampa, evitant que el vaixell llisqués cap a l'aigua. Després de repetits intents per completar l'avarament, la drassana va haver de recórrer a arrossegar el Trento des de la rampa el 4 d'octubre de 1927 amb el vaixell de passatgers SS Principe di Udine. Un cop finalitzades les obres d'acondicionament, es va posar en servei el 3 d'abril de 1929. L'11 de maig de 1929, el Trento es va convertir en el vaixell insígnia de la Divisió de Creuers; cinc dies després, ella i el seu germà Trieste van iniciar un creuer pel nord de la Mediterrània, que incloïa una escala a Barcelona. Els dos creuers van tornar a La Spezia el 4 de juny. El Trento va iniciar un creuer molt més ambiciós el mes següent, sortint d'aigües italianes el 23 de juliol, amb destinació a Amèrica del Sud. Durant els tres mesos següents, va visitar Cap Verd, Rio de Janeiro, Santos, Montevideo, Buenos Aires, Bahía Blanca, Las Palmas i Tànger, abans de tornar a Itàlia el 10 d'octubre.
El 15 de setembre de 1930, el Trento es va embarcar en un creuer pel Mediterrani oriental que va concloure a La Spezia el 21 de novembre. A mitjans de 1931, va entrar al dic sec de La Spezia per fer modificacions al seu trípode; es va instal·lar una versió més robusta de cinc potes per reduir la vibració al director de control de foc. El 28 de gener de 1932, el Trento va anar a Gaeta, on ell i el destructor Espero es van enfrontar a un contingent del Batalló de San Marco. Aleshores, els dos vaixells van partir, amb destinació a la Xina, on van reforçar la divisió italiana de l'Extrem Orient, que incloïa l'antic creuer protegit Libia i les canoneres Caboto i Carlotto. La força va tenir l'encàrrec de protegir els nacionals italians al país durant la guerra civil xinesa. Els vaixells es van aturar a in Port Said, Aden, Colombo i Singapur en ruta cap a Xangai, on van arribar el 4 de març. Del 26 d'abril a l'1 de maig, el Trento va visitar Nagasaki, Japó. Dues setmanes més tard, el 14 de maig, el Trento va sortir de Xangai per tornar a Itàlia, arribant a La Spezia el 30 de juny.
Del 6 al 7 de juliol de 1933, el Trento va participar en una important revista de la flota celebrada al golf de Nàpols per al dictador italià Benito Mussolini. El Trento es va convertir en el vaixell insígnia de la 2a Divisió, 1r Esquadró el 2 de desembre. El vaixell va visitar Durazzo del 23 al 26 de juny de 1934 i l'1 de juliol es va convertir en el vaixell insígnia de la 3a Divisió. Va fer un altre creuer per la Mediterrània oriental del 8 al 20 de març de 1935, durant el qual va fer escales a Rodes i Leros. El 18 de juny, el Trieste va rellevar temporalment el Trento com a vaixell insígnia de la divisió. Una altra revista naval es va fer al golf de Nàpols el 27 de novembre de 1936, en honor al regent d'Hongria, Miklós Horthy, que estava visitant Itàlia en aquell moment. Trieste va substituir de nou el Trento com a vaixell insígnia el 27 de gener de 1937. Del 10 al 12 de març de 1937, Mussolini va fer un breu recorregut per la Líbia italiana a bord del creuer pesant Pola, escortat pel Trento. Els dos creuers es van aturar a Bengasi, Trípoli i Ras Lanuf durant el viatge.
El vaixell va participar en una altra revista de la flota el 5 de maig de 1938, aquesta celebrada en honor a la visita d'estat del dictador alemany Adolf Hitler a Itàlia. Una altra revisió, per al príncep Pau de Iugoslàvia, va ser realitzada el 17 de maig de 1939 al golf de Nàpols. Del 5 al 19 de juny, el Trento es va unir a la resta de la flota a Livorno per a la primera celebració del Dia de la Marina el 10 de juny. Va seguir un altre creuer per la Mediterrània oriental el 9 de juliol, durant el qual el Trento va fer parada a Trípoli, Tobruk, Rodes i Leros, abans de tornar a Tàrent el dia 29 del mes. D'octubre a desembre, el vaixell va ser sotmès a una renovació important, que va incloure modificacions al seu armament i la instal·lació de taps d'embut.

### Segona Guerra Mundial
El 10 de juny de 1940, Itàlia va declarar la guerra a França i Gran Bretanya, unint-se al seu aliat Alemanya a la Segona Guerra Mundial. En aquella època, el Trento estava estacionat a Messina, una vegada més el vaixell insígnia de la 3a Divisió. L'endemà, el Trento i la resta de la 3a Divisió es van unir a la 6a Divisió per a una patrulla a l'estret de Sicília, on van posar un camp de mines. El 8 de juliol, la 3a Divisió va escortar un comboi a Líbia, juntament amb els cuirassats de la 1a Divisió; l'endemà, els vaixells de guerra que tornaven van xocar amb un comboi britànic molt protegit. A la conseqüent batalla de Calàbria, el Trento es va enfrontar amb creuers britànics i va ser fortament atacat per avions britànics, tot i que va sortir indemne. Una força de 120 avions italians va arribar després que ambdues flotes s'haguessin desenganxat, i alguns pilots italians van atacar accidentalment vaixells italians, fet que va fer que la flota pintés ratlles vermelles als castells de proa de cada vaixell. Un altre comboi a Líbia, que va passar sense incidents, va seguir el 30 de juliol, i el Trento va tornar a Messina l'1 d'agost. El 31 d'agost, la 3a Divisió va fer una sortida per interceptar els combois britànics a l'operació Barrets, encara que la flota italiana va interrompre l'operació sense trobar-se amb els vaixells mercants. El Trento va tornar a Tàrent el 2 de setembre.
A primera hora del matí del 12 d'octubre, destructors i torpediners italians es van enfrontar a un parell de creuers britànics a la batalla del cap Passero ; un dels destructors, l'Artigliere, va resultar molt danyat en l'acció. El Trento, el Trieste i el Bolzano van rebre l'ordre d'alleujar les forces lleugeres italianes a les 08:00, encara que era massa tard per salvar l'Artigliere, que va ser enfonsat aproximadament una hora més tard. Durant el camí de tornada, els avions britànics van atacar els creuers italians sense èxit. El 21 d'octubre, el Trento va ser traslladat a Tàrent, i va estar present al port la nit de l'11 al 12 de novembre, quan els britànics van atacar el port. Durant l'atac, una sola bomba va colpejar el vaixell, encara que no va poder explotar. No obstant això, va danyar la muntura cap endavant de 100 mm al costat de babord.
El 26 de novembre, el Trento va sortir amb la flota, en un intent d'interceptar un altre comboi cap a Malta. L'endemà al matí, un hidroavió de reconeixement del Bolzano va localitzar l'esquadró britànic. Poc després de les 12:00, els informes de reconeixement italians van informar al comandant de la flota italiana, el vicealmirall Inigo Campioni, de la força de la flota britànica, i així va ordenar que els seus vaixells se separessin. En aquest moment, el Trento i els altres creuers pesats ja havien començat a enfrontar-se als seus homòlegs britànics a la batalla del cap Spartivento, i havien aconseguit tocar dos cops al creuer HMS Berwick, el segon dels quals s'acredita al Trieste o al Trento. El creuer de batalla HMS Renown va intervenir per protegir els creuers britànics, la qual cosa va obligar Campioni a comprometre el cuirassat Vittorio Veneto a la batalla. Això, al seu torn, va obligar els creuers britànics a interrompre l'acció, permetent que ambdós bàndols se separessin.

#### Batalla del cap Matapan

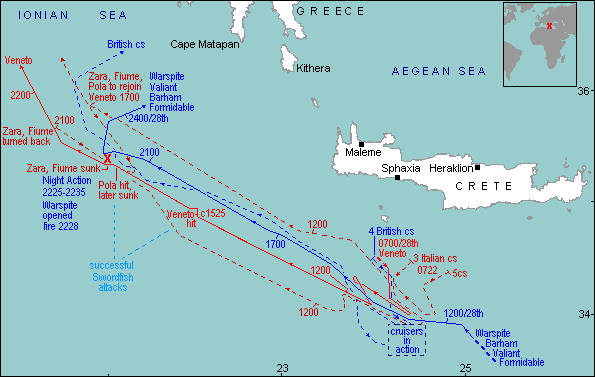
Mapa que mostra els moviments de les flotes italiana i britànica

La 3a Divisió va escortar un altre comboi cap al nord d'Àfrica els dies 12 i 13 de març de 1941. Dues setmanes més tard, el 27 de març, la divisió, en aquest moment comandada pel contraalmirall Luigi Sansonetti, va sortir amb la resta de la flota per a un gran escombrat cap al illa de Creta. A les 06:55 del dia 28, un hidroavió IMAM Ro.43 llançat pel Vittorio Veneto va localitzar un esquadró de creuers britànic, i a les 07:55, el Trento i la 3a Divisió havien arribat a l'abast visual. Disset minuts més tard, els creuers italians van obrir foc des d'una distància de 22.000 m, iniciant la primera fase de la batalla del Cap Matapan; en el transcurs dels propers quaranta minuts, el Trento va disparar un total de 204 obusos perforants, encara que els problemes amb els seus telèmetres i l'extrem rang de l'acció van impedir que obtingués cap cop significatiu.
A les 08:55, el comandant de la flota italiana, el vicealmirall Angelo Iachino, va ordenar a Sansonetti que interrompés l'acció amb els creuers britànics i girés cap al nord-oest, per atraure els vaixells britànics al rang del Vittorio Veneto. Cap a les 11:00, el Vittorio Veneto havia tancat la distància prou com per obrir foc, fet que va fer que Sansonetti tornés els seus tres creuers per unir-se a la lluita. Els creuers britànics de 6 polzades armats amb canons van ser superats tant pels creuers pesats italians com pel Vittorio Veneto, i ràpidament van invertir el rumb. Mentre els dos bàndols encara estaven maniobrant, un grup de torpediners britànics de Creta va arribar i van atacar sense èxit el Trento i la resta de la seva divisió poc després de les 12:00. Altres atacs del portaavions HMS Formidable van convèncer Iachino d'interrompre l'acció i retirar-se a les 12:20.
Més tard durant el dia, el Vittorio Veneto i Pola van ser torpedinats per avions britànics, aquests últims van quedar immobilitzats. El Trento, el Trieste i el Bolzano també van ser atacats per avions, però van escapar sense danys. El Trento va arribar a Tàrent en companyia del danyat Vittorio Veneto a les 15:30 de l'endemà. Mentrestant, el Pola i dos altres creuers de la classe Zara van ser destruïts durant l'acció nocturna amb cuirassats britànics a la tarda del dia 28.

#### Operacions de combois i pèrdua
El Trento es va traslladar a La Spezia el 6 de maig per a una àmplia revisió que va durar fins al 5 d'agost, moment en què va tornar a Messina. Va participar en el comboi de Duisburg del 8 al 9 de novembre juntament amb el Trieste, servint tots dos com a força de cobertura del comboi. El comboi va ser atacat per vaixells de guerra britànics a les primeres hores del 9 de novembre, tot i que la força de cobertura no va intervenir i el comboi va ser destruït Un altre comboi va seguir el 21 de novembre, i durant la travessia el Trento va ajudar a defensar-se d'un atac aeri britànic. Menys d'un mes després, el 16 de desembre, el Trento es va unir a la majoria de les altres unitats pesades de la flota per escortar dos grans combois cap a Bengasi i Trípoli. L'endemà, la flota es va trobar amb forces britàniques que cobrien un vaixell mercant que es dirigia a Malta, donant lloc a la no conclosa Primera Batalla de Sirte. El 22 de març de 1942, el Trento es va unir al cuirassat Littorio, als creuers Gorizia i Giovanni delle Bande Nere i a diversos destructors en un intent d'interceptar un comboi britànic. A la Segona Batalla de Sirte, els quatre vaixells van atacar el Comboi MW10, però els escortes britànics —quatre creuers lleugers i divuit destructors— van impedir que els italians ataquessin els vaixells mercants. Segons algunes fonts, el Trento va colpejar el destructor HMS Kingston en aquesta acció, causant grans danys. Dos destructors italians, el Lanciere i Scirocco, es van enfonsar amb el mal temps després de la batalla; el Trento va intentar ajudar-los, però es van enfonsar abans que pogués arribar.
El 14 de juny, el Trento va abandonar Tàrent amb el Littorio, el Vittorio Veneto, el Gorizia i els creuers lleugers Giuseppe Garibaldi i Emanuele Filiberto Duca d'Aosta per atacar el comboi britànic en ruta des d'Alexandria fins a Malta en l'operació Arpó. L'endemà al matí, mentre navegava pel mar Jònic, un torpediner britànic Bristol Beaufort va colpejar el Trento cap a les 05:00. El torpede va provocar un greu incendi a les sales de calderes de proa, que va obligar el vaixell a aturar-se. Alguns dels destructors d'escorta van col·locar una cortina de fum per ocultar el vaixell de nous atacs i van intentar remolcar-lo de tornada a port, però a les 09:10, el submarí britànic Umbra va torpedinar el creuer paralitzat. Les santabàrbares de proa van esclatar, enfonsant el Trento en qüestió de minuts. El seu ràpid enfonsament va condemnar a molts de la seva tripulació, amb uns 549 homes d'un complement de 51 oficials en temps de guerra i 1.100 mariners que van enfonsar-se amb el vaixell. Entre els morts hi havia el seu comandant, el capità Stanislao Esposito. Els altres vaixells de guerra italians van aconseguir rescatar 602 homes, dels quals al voltant d'un terç estaven ferits. D'aquests, 21 homes van morir més tard a causa de les seves ferides. El 18 d'octubre de 1946, la Marina italiana la postguerra va eliminar formalment el Trento del registre naval.